# Divergo
La Divergo fu una casa discografica italiana attiva tra il 1974 e il 1980, anno in cui cessò l'attività, per poi entrare in liquidazione negli anni successivi.

## Storia
La Divergo fu fondata da Mario De Luigi e Sergio Lodi, con l'obiettivo di promuovere in particolare musicisti poco commerciali, con una proposta artistica ricercata e non immediata; la sede dell'etichetta era a Milano.
I nomi più noti che incisero per questa casa discografica sono quelli del chitarrista Riccardo Zappa e dei due cantautori Gianni Siviero e del romano Giorgio Lo Cascio.
Dal 1974 al 1978 collaborò all'etichetta come produttore e arrangiatore Antonio Virgilio Savona del Quartetto Cetra.
Dal 1978 in avanti la distribuzione dei dischi stampati dalla Divergo fu curata dalla Phonogram

## Dischi
La datazione qui riportata si basa sull'etichetta del disco o sulla copertina; qualora nessuno di questi elementi abbia una datazione, è basata sulla numerazione del catalogo; talora è, infine, basata sul codice della matrice di stampa. Se esistenti, sono riportati, oltre all'anno, il mese e il giorno (quest'ultimo dato si trova, a volte, stampato sul vinile).

### 33 giri
| Numero di catalogo | Anno | Interprete                   | Titoli                                                                       |
| ------------------ | ---- | ---------------------------- | ---------------------------------------------------------------------------- |
| DVAE 001           | 1975 | Margot                       | Sul cammino dell'ineguaglianza                                               |
| DVAE 002           | 1975 | Enzo Capuano                 | Storia mai scritta                                                           |
| DVAE 003           | 1975 | Gianni Siviero               | Del carcere                                                                  |
| DVAE 006           | 1976 | Giulio Stocchi               | Il dovere di cantare                                                         |
| DVAE 007           | 1976 | Giorgio Lo Cascio            | Il poeta urbano                                                              |
| DVAE 009           | 1976 | Margot                       | La follia                                                                    |
| DVAE 010           | 1976 | Gianni Siviero               | Il castello di maggio                                                        |
| DVAE 016           | 1977 | Riccardo Zappa               | Celestion                                                                    |
| DVAE 021           | 1977 | Margot                       | La messa dei villani nella cattedrale degli ingegneri                        |
| 5335 504           | 1977 | Fredy Mancini                | Ti ricordi?                                                                  |
| 5335 507           | 1977 | Giorgio Lo Cascio            | Il poeta urbano (ristampa di DVAE 007)                                       |
| 5335 510           | 1977 | Gianni Siviero               | Il castello di maggio (ristampa di DVAE 010)                                 |
| 5335 511           | 1977 | Giorgio Laneve               | Accenti                                                                      |
| 5335 515           | 1978 | Giorgio Lo Cascio            | Cento anni ancora                                                            |
| 5335 516           | 1978 | Riccardo Zappa               | Celestion (ristampa di DVAE 016)                                             |
| 5335 519           | 1978 | Mario De Luigi, Artisti vari | Punto a capo                                                                 |
| 5335 521           | 1978 | Riccardo Zappa               | Chatka                                                                       |
| 5335 522           | 1978 | Margot                       | La messa dei villani nella cattedrale degli ingegneri (ristampa di DVAE 021) |
| 5335 523           | 1978 | Raffaele Mazzei              | Dentro Edipo                                                                 |
| 5335 525 DVAP 025  | 1979 | Michele Luciano Straniero    | La Madonna della Fiat                                                        |
| 5335 527           | 1979 | Antonietta Laterza           | Le belle signore                                                             |
| 5335 530           | 1979 | Cooper Terry                 | Sunny Funny Blues                                                            |